# 홍현희
홍현희(洪賢姬, 1982년 5월 10일 ~ )는 대한민국의 희극인으로 SBS 9기 공채 개그맨 출신의 방송인이다.

## 학력
- 영동여자고등학교 (졸업)

## 활동

### 방송
- SBS 《웃음을 찾는 사람들》
  - 〈회장님의 방침〉
  - 〈나쁜기집애〉
  - 〈사랑해요 꼬레아〉
- SBS 《개그투나잇》
  - 〈더 레드〉
- SBS 《강심장》
- tvN 《코미디빅리그》
  - 〈칼라바〉
  - 〈희극지왕〉
- 2017년 SBS 《초인가족 2017》
- 2018년 TV조선 《아내의 맛》
- 2019년 MBC 《나 혼자 산다》
- 2019년 MBC 《구해줘 홈즈》
- 2019년 채널A 《아이콘택트》
- 2019년 MBC 《언니네 쌀롱》
- 2019년 KBS  《해피투게더》
- 2020년 MBC 《생방송 행복드림 로또 6/45》 - 894회
- 2019년 ~ MBC 《전지적 참견 시점》
- 2020년 SBS 《런닝맨》(2020년 4월 5일 게스트 출연)
- 2020년 TV조선 《뽕숭아학당》(게스트 출연)
- 2020년 ~ 2021년 MBN 《오래살고볼일》
- 2021년 MBC 황금어장 라디오스타 - 748회
- 2021년 TV조선 《화요청백전》
- 2021년 TV조선 《와카남》
- 2022년 TvN 어쩌다 사장2 알바생.
- 2022년 MBC 《일타강사》
- 2022년 채널A 《요즘 남자 라이프 - 신랑수업》
- 2022년 SBS 《미운 우리 새끼》
- 2023년 TvN 《댄스가수 유랑단》
- 2023년 TvN 《(근황 TV) 살아있네!살아있어》

### 라디오
- SBS 파워FM 《박소현의 러브게임》

### 드라마
- 2020년 TV조선 《바람과 구름과 비》 - 사기꾼 보부상 부부 역 (특별출연)
- 2020년 TV조선 《복수해라》 - 홍 원장 역 (특별출연)
- 2014년 SBS 《피노키오》 - 윤 선생 역 (특별출연)

### 광고
- 2016년 키움증권 ISA
- 2019년 GS포스트박스 반값택배
- 2019년 메이크온
- 2019년 한스킨 클렌징오일&블랙헤드
- 2019년 제나선
- 2019년 홍익인간
- 2020년 홍쓴 쭈꾸미
- 2020년 페이스팩토리 요가 마스크
- 2020년 포레스트힐
- 2020년 신신제약 미야리산U
- 2020년 SH서울주택도시공사 청신호
- 2020년 덴티오 속가글
- 2020년 이차돌
- 2021년 라네즈 네오 쿠션

### 홍보대사
- 2017년 블루도깨비 홍보대사
- 2018년 본에스티스 홍보대사
- 2019년 양평 딸기송어축제 일일 홍보대사
- 2019년 서울특별시 홍보대사

## 수상
- 2007년 SBS 신인개그맨 선발대회 동상
- 2011년 SBS 연예대상 코미디부문 우수상
- 2012년 SBS 연예대상 코미디부문 최우수상
- 2019년 올해의 브랜드 대상 - 베스트 커플상
- 2019년 제27회 대한민국 문화연예대상 예능부문 여자 최우수상
- 2019년 MBC 방송연예대상 예능부문 신인상 《언니네 쌀롱》
- 2021년 KBS 연예대상 쇼•버라이어티부문 베스트 엔터테이너상 《랜선장터》
- 2021년 MBC 방송연예대상 버라이어티부문 여자 우수상
- 2022년 MBC 방송연예대상 멀티플레이어상 《전지적 참견 시점》
- 2024년 대한민국 퍼스트브랜드 대상 여자예능인 부문 수상
- 2024년 MBC 방송연예대상 여자 우수상